# Entel (Perú)
Entel Perú es una empresa de telecomunicaciones peruana, filial local de Entel Chile. Comenzó sus operaciones en 2014 tras la compra de la filial local de Nextel, entidad que inició operaciones en el país en 1998.
Desde su lanzamiento en octubre de 2014, se ha posicionado como el operador líder de portabilidad, según cifras oficiales de Osiptel. Cuenta con más de 8 millones de suscriptores en telefonía móvil.

## Historia
Entel Chile obtuvo las acciones de Orbitel, marca de telefonía que entró en operaciones en territorio peruano en 2001. Sin embargo, la empresa empezó a tener relevancia cuando adquirió la empresa Nextel Perú en abril de 2013, dicha operación llegó a tener un costo de US$ 410.6 millones de dólares. 
Durante el 2013, Entel Chile contrató a la compañía china Huawei, para expandir y modernizar la infraestructura de Nextel Perú que era limitada pues solo tenía cobertura en las principales ciudades del país, la cual era una pequeña red 3G desplegada también por Huawei en el 2009 y la anticuada Red iDEN de Motorola.
Así mismo, a finales del mismo año 2013, Entel Chile ganó uno de los bloques de frecuencias AWS (1700/2100 MHz) que el estado peruano licitó para poder desplegar la tecnología 4G a nivel nacional.
Desde el día 12 de octubre de 2014, la marca Entel empezó a operar en el Perú, bajo redes iDEN, 2G, 3G y 4G.
Tras su lanzamiento oficial como Entel Perú y presentándose con el eslogan “La señal que estabas esperando”, de esa forma, la compañía de telecomunicaciones Entel, puso fin a la marca Nextel Perú.
Desde 2015, Entel continuo expandiendo su cobertura a nivel nacional.
En el 2016, Entel ganó un Bloque de la Banda de 700 MHz para sus redes 4G
Para el 2017, la compañía lanzó el servicio VoLTE bajo su red 4G.
En el 2018, Entel toma el control de Americatel, empresa que brindaba servicios en el país desde los años 90 para el mercado empresarial con internet fijo y llamadas de larga distancia
Además, en el mismo año 2018, Entel compra la filial de Internet Inalámbrico de DirecTV Perú (DirecNet), con la cual se hace de su Licencia en la Banda de 2300 MHz para Internet Móvil Inalámbrico o 4G LTE.
Durante el año 2021, la compañía lanzó su Red 5G en algunas zonas de Lima.

## Impacto en el mercado
Desde su lanzamiento, Entel Perú ha logrado triplicar el 100% de su red, estando presente en todas las ciudades del Perú. Según declaraciones de Antonio Büchi, Gerente General del grupo Entel, hasta el 2021, la empresa invirtió US$ 1.100 millones en el país, los cuales fueron destinados para el reforzamiento de la cobertura existente y la mejora de la calidad de transmisión de datos y voz en todo el país. Solo en el año 2018, la empresa invirtió S/613 millones reflejados principalmente en despliegue de infraestructura.

## Transformación digital
Entel Perú continúa desarrollando su proceso de Transformación Digital Entel (TDE), donde traslada los procesos y características de lo digital no solo a procesos, productos y activos, sino también a sus propios esquemas para admitir el cambio como un estado permanente y necesario. Hacia el cierre de 2018 ya el 93% de sus transacciones se efectuaron a través del canal digital.

## Servicios
- Telefonía Móvil: Prepago y postpago.
- Telefonía fija con tecnología móvil.
- Banda Ancha Fija Inalámbrica (BAFI) con tecnología fija.

El edificio de Entel antes denominado como Nextel en el año en marzo del 2010 (actualmente edificio del Banco Falabella).

- Roaming
- Mensajes de texto masivos.

## Reconocimientos
- Primer lugar en la distinción empresa con “Mejor Experiencia de Cliente” de BCX.
- Entel Perú es la única empresa de telecomunicaciones del Perú en figurar entre las "Empresas Más Admiradas" (EMA) de 2018 y 2019, según el estudio de PWC.
- Por 5 años consecutivos, Entel Perú cuenta con el Distintivo Empresa Socialmente Responsable, otorgado por Perú 2021.
- Por 5 años consecutivos, Entel Perú es líder en reputación corporativa en el sector telecomunicaciones.
- Por 5 años consecutivos, Entel Perú ocupa el primer lugar del sector en el ranking, Merco responsabilidad y gobierno corporativo.
- En 2020, fue parte del top 10 dentro de la lista de clasificación de las empresas con mayor compromiso y responsabilidad durante la pandemia del COVID-19, según Merco.
- Desde 2017, Entel es una de las mejores empresas para trabajar en Perú.
- Ocupó el puesto 15 en la lista de clasificación Great Place To Work Millennials de 2018.
- En abril de 2016, la empresa fue premiada en el Congreso LTE & 5G Latinoamérica, realizado en Río de Janeiro, en Brasil, por su innovación en la aplicación de antenas en el evento Antenna.

2020. El despliegue de la red 4G LTE de Entel ha sido considerado un caso de éxito a nivel mundial por el uso masivo de antenas activas, ya que estas cuentan con la tecnología más avanzada en la industria y son la tendencia del futuro en las redes celulares.
- En 2019, Entel Perú obtuvo 5 premios en los Premios Effie 2019, resaltando sus 3 Oros, además de ganar en la categoría Internet y Telecomunicaciones con Oro, Plata y Bronce.
- En 2021, se convierte en la primera empresa del Perú en lanzar comercialmente la red 5G.

### Otras referencias
- Revista Sommerlier.
- Diario Gestión.
- Código.
- Empresas Más Admiradas